# Dust Bowl Ballads
Dust Bowl Ballads je debutové album amerického folkaře Woodyho Guthrieho. Nahrál je 26. dubna a 3. května 1940 ve studiu společnosti Victor Records v Camdenu. Album vyšlo původně jako komplet šesti desek o rychlosti 78 otáček za minutu (na každé straně jedna skladba), v roce 1964 vydala firma Folkways Records jeho reedici ve formátu dlouhohrající desky. Další verze, vydaná Buddah Records v roce 2000, obsahuje navíc písně „Pretty Boy Floyd“ a „Dust Bowl Blues“.
Woody Guthrie složil slova i melodii všech písní na albu (pouze u skladby „Blowing Down This Road“ je uveden jako spoluautor Lee Hays) a sám je nazpíval pouze s vlastním doprovodem kytary. Jeho styl interpretace je označován jako „mluvené blues“.
Muzikologové označují Dust Bowl Ballads za první konceptuální album v historii populární hudby. Všechny texty se týkají přírodní pohromy zvané Dust Bowl (prašná mísa), která zavinila ve vnitrozemských oblastech USA ve třicátých letech 20. století velkou neúrodu. Woody Guthrie vycházel z vlastní zkušenosti, kdy byl jedním z příslušníků migrační vlny tzv. Okies, hledajících obživu v bohatších krajích. Jedna z písní byla inspirována osudy Toma Joada, hlavního hrdiny románu Johna Steinbecka Hrozny hněvu. Guthrieho zájem o sociální problematiku ovlivnil pozdější interprety amerického folku, k nimž patřili Bob Dylan nebo Phil Ochs.
Server Allmusic udělil albu maximální počet pěti hvězdiček.

## Seznam skladeb
1. „Talkin' Dust Bowl Blues“ (2:45)
2. „Blowing Down This Road“ (3:06)
3. „Do Re Mi“ (2:40)
4. „Dust Cain't Kill Me“ (2:58)
5. „Tom Joad-Part 1“ (3:24)
6. „Tom Joad-Part 2“ (3:30)
7. „The Great Dust Storm“ (3:24)
8. „Dusty Old Dust“ (3:09)
9. „Dust Bowl Refugee“ (3:14)
10. „Dust Pneumonia Blues“ (2:46)
11. „I Ain't Got No Home In This World Anymore“ (2:50)
12. „Vigilante Man“ (2:50)